# Лекаревское сельское поселение
Лекаревское се́льское поселе́ние — муниципальное образование в Елабужском районе Татарстана Российской Федерации.
Административный центр — село Лекарево.

## История
Статус и границы сельского поселения установлены Законом Республики Татарстан от 31 января 2005 года № 22-ЗРТ «Об установлении границ территорий и статусе муниципального образования "Елабужский муниципальный район" и муниципальных образований в его составе».

## Население
| 2010 | 2011 | 2012 | 2013 | 2014 | 2015 | 2016 |
| ---- | ---- | ---- | ---- | ---- | ---- | ---- |
| 624  | ↗625 | ↗626 | ↗627 | ↗642 | ↗649 | ↗651 |
| 2017 | 2018 |      |      |      |      |      |
| ↘625 | ↗629 |      |      |      |      |      |

## Состав сельского поселения
| № | Населённый пункт | Тип населённого пункта       | Население |
| - | ---------------- | ---------------------------- | --------- |
| 1 | Большие Армалы   | село                         |           |
| 2 | Лекарево         | село, административный центр |           |
| 3 | Новая Деревня    | деревня                      |           |
| 4 | Старые Армалы    | деревня                      |           |